# Friedrich Neelsen

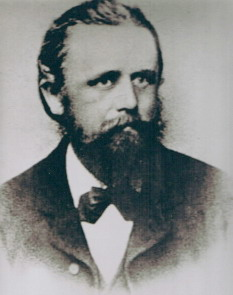
Friedrich Neelsen

Friedrich Carl Adolf Neelsen (* 29. März 1854 in Uetersen; † 10. April 1894 in Dresden) war ein deutscher Pathologe.

## Leben

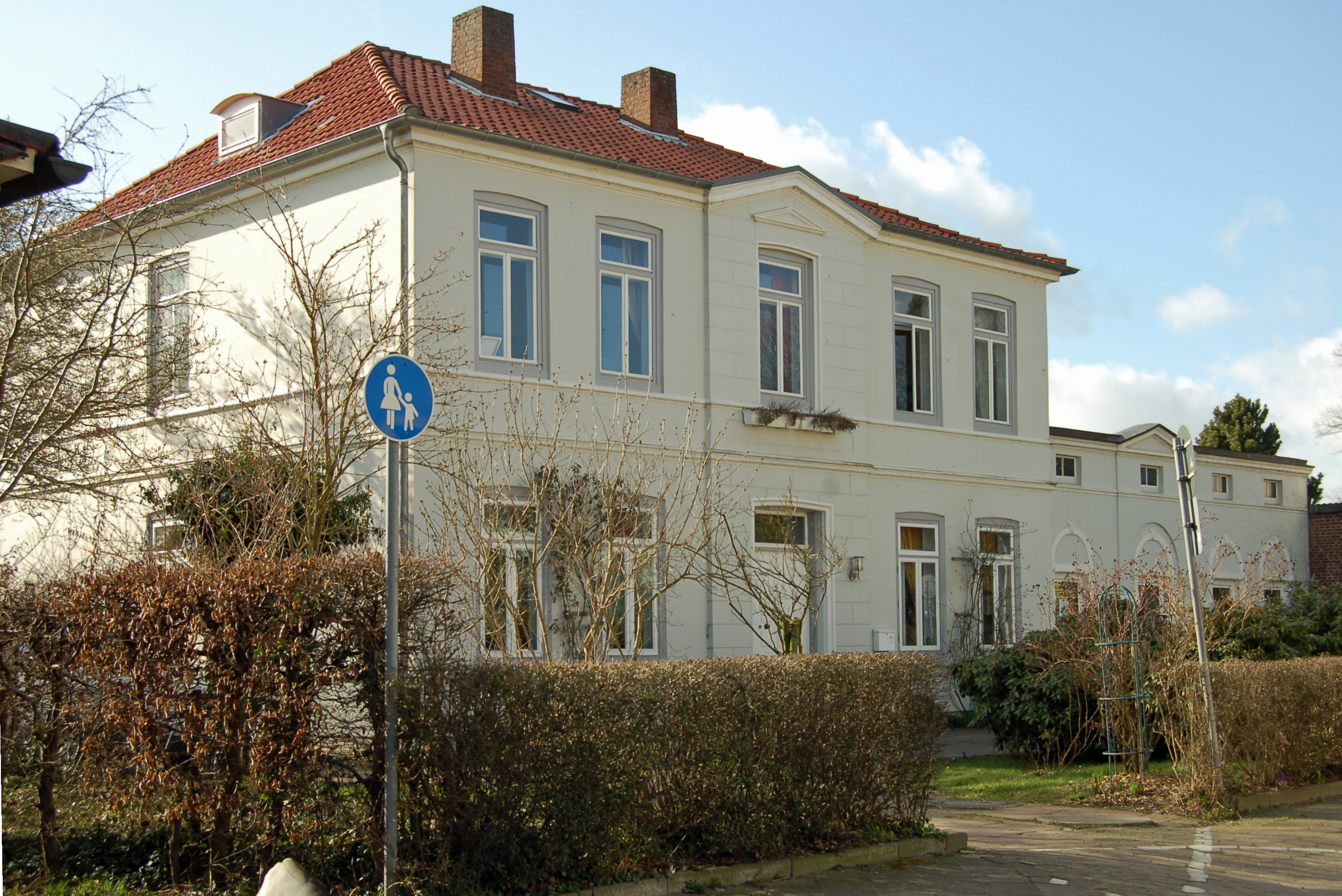
Das Pastorat in Uetersen

Friedrich C. A. Neelsen kam als Sohn des Diakons Hans Friedrich Neelsen und dessen Ehefrau Bertha Sophia, geb. Lüders, im Pastorat in Uetersen auf die Welt. Er besuchte die Rektorschule in Uetersen und ein Gymnasium in Altona. Er studierte Medizin an der Universität Leipzig, wo er mit 22 Jahren promoviert wurde. Später folgte er einem Ruf an das Pathologische Institut der Universität Rostock. Als leitender Chefarzt des Pathologischen Instituts der Universität Dresden starb Neelsen am 10. April 1894. Er wurde auf dem Alten Annenfriedhof beigesetzt. Im Jahr 1893 wurde er zum Mitglied der Leopoldina gewählt.
Neelsen wurde 40 Jahre alt. Seine jahrelangen Forschungen mit gefährlichen Bakterien wurden ihm schließlich selbst zum Verhängnis. Der im In- und Ausland hochgeschätzte Wissenschaftler und Arzt war sehr menschenscheu und mied die Öffentlichkeit, wann immer er konnte. Doch bis an sein Lebensende unterhielt er Kontakte zu seiner Vaterstadt.

## Wirken
Zusammen mit dem Neurologen Franz Ziehl entwickelte Neelsen eine Methode, mit der man mikroskopisch Tuberkelbakterien nachweisen kann – die „Ziehl-Neelsen-Färbung“ zur Anfärbung dieser Erreger. Nach seinem bahnbrechenden Erfolg ernannte man ihn im Jahr 1884 zum außerordentlichen Professor.

## Veröffentlichungen (Auswahl)
- Rapide Wucherung und Ausbreitung eines Mamma-Carcinoms nach zwei schweren Erysipelanfällen von 15- resp. 10-tägiger Dauer. In: Zentralblatt für Chirurgie. Band 44, 1888, S. 729 ff.
- Ein casuistischer Beitrag zur Lehre von der Tuberkulose. In: Centrabl. Med. Wissenschaften (1883), Band 28, S. 497–501.